# 冠棘裸南極魚
冠棘裸南極魚，為輻鰭魚綱鱸形目南極魚亞目棘劫魚科的其中一種，分布於西南大西洋的福克蘭群島海域，棲息深度約22公尺，體長可達9.3公分，生活在沿海岩石底質海域，為底棲性魚類，屬肉食性，以小型甲殼類為食。

## 擴展閱讀
維基物種上的相關：冠棘裸南極魚